# Margal
Margal ou Marçal é um bairro angolano que pertencente ao município de Rangel, na província de Luanda.